# Raca
Raca es un anillo grande de hierro, madera o cuerda, que sirve para que una cosa a él sujeta pueda correr fácilmente por el palo o cabo a que deba estar unida.
Sirva de ejemplo la anilla de cordón de seda que se coloca en muchas sombrillas de señora y que lleva atado otro cordón más delgado y de la misma clase por uno de los extremos, mientras que por el otro se sujeta a la parte superior del palo o bastón junto al ahogador, con el objeto de que la raca no sufra extravío, sirviendo esta para sujetar la tela y el varillaje de la sombrilla cuando está cerrada.

## Náutica
En náutica se llama raca a un aro de hierro que, abrazando un palo o cabo, sirve para que un objeto corra fácilmente por él. Así, en los botes, la raca es el aro de hierro que sujeta la entena al palo; en la amura de los foques es el aro de hierro en que se hace firme aquella y que se abraza al botalón.